# Rabe, Pilz und dreizehn Stühle
Rabe, Pilz und dreizehn Stühle ist eine deutsche Fernsehserie, die ab Oktober 1972 im Vorabendprogramm des ZDF lief. Sie handelt von der Suche nach einem geerbten Geldvermögen.

## Handlung
Der Friseurgehilfe Rabe hat von seiner Tante ein Vermögen geerbt. Leider erfährt er zu spät, dass das Geld in einem von 13 Stühlen, die sie ihm vermacht hat, eingenäht ist. Die hat Rabe für wertlos gehalten und sofort an den Antiquitätenhändler Pilz verkauft. Da die Stühle inzwischen an 13 verschiedene Besitzer versteigert wurden, machen sich die beiden auf die Suche nach dem richtigen Stuhl. Dabei müssen sie viel Einfallsreichtum beweisen und in jeder Episode ein neues Abenteuer bestehen. Am Ende der Jagd finden sie das Geld in einem Stuhl, der jetzt einem Waisenhaus gehört. Diesem möchten Rabe und Pilz den Fund jedoch nicht abnehmen.

## Hintergrund
Die Geschichte beruht auf der Gaunerkomödie 12 Stühle des Autorenduos  Ilf und Petrow, die unter anderem 1938 mit Heinz Rühmann und Hans Moser unter dem Titel 13 Stühle verfilmt wurde.
An dem Drehbuch war auch Per Schwenzen beteiligt, der ebenfalls bei dem 34 Jahre zuvor produzierten deutschen Kinofilm der Drehbuchautor war.
Die halbstündigen Folgen liefen 14-täglich montags um 17.35 Uhr. 